# Дружинин, Константин Иванович
Константи́н Ива́нович Дружи́нин (1863— 1914) — русский генерал-майор, герой русско-японской войны, военный публицист и писатель.

## Биография
Происходил из дворянской семьи Дружининых. Родился 8 (20) марта 1863 года.
Окончил Пажеский корпус (1881, имя записано на мраморную доску), выпущен из камер-пажей в подпоручики 3-й гвардейской и гренадерской артиллерийской бригады с прикомандированием к лейб-гвардии 1-й артиллерийской бригаде.
Чины: прапорщик гвардии (1882), подпоручик (1884), поручик (1885), штабс-капитан (за отличие, 1889), капитан (1890), подполковник (1895), полковник (за отличие, 1899), генерал-майор (1907).
В 1889 году окончил Николаевскую академию Генерального штаба (по 1-му разряду), за отличные успехи был награждён малой серебряной медалью и произведен в штабс-капитаны.
Служил старшим адъютантом штаба 2-й гвардейской кавалерийской дивизии (1890—1894), обер-офицером (1894—1895) и штаб-офицером (1895—1900) для поручений при штабе войск Гвардии и Петербургского военного округа. В 1893—1894 годах отбывал цензовое командование эскадроном в 43-м драгунском Тверском полку. Был начальником штаба 1-й гвардейской кавалерийской дивизии (1900—1902).
Преподавал в академии Генерального штаба. На основе своих лекций написал книгу «Очерки из истории кавалерии» (1899), благодаря которой стал известен как военный теоретик. Следующая книга «Исследование стратегической деятельности германской кавалерии в кампанию 1870 года» была удостоена премии генерала Леера.
11 сентября 1902 вышел в отставку по болезни. Служил в управлении Петербургско-Варшавской железной дороги.
C началом русско-японской войны добровольно вернулся в строй, был определен в Приморский драгунский полк (1904—1906), с которым участвовал в боях при Тунсинпу, Тасагоу, Ляояне, Бенсиху и Мукдене. Был контужен в бою у деревни Янситунь. Награждён рядом орденов и Золотым оружием «За храбрость» (1905).
С сентября 1906 по март 1908 был начальником войскового штаба Уральского казачьего войска. 10 июня 1908 вышел в отставку.
В 1909 опубликовал книгу «Воспоминания о русско-японской войне 1904—1905 участника-добровольца» (переиздана в 1912), в которой критиковал организацию русской армии во время войны и, в частности, действия генерала Куропаткина. Постоянно сотрудничал в военных изданиях: «Военный сборник», «Русский инвалид», «Разведчик» и «Офицерская жизнь». 25 декабря 1913 в еженедельнике «Дым Отечества» опубликовал статью «Помни войну! — она близка». Кроме того, участвовал в монархическом движении: с 1911 состоял кандидатом в члены, а с 1913 членом Главной палаты Союза Михаила Архангела, был участником 5-го Всероссийского съезда русских людей в Санкт-Петербурге в мае 1912. Выступал за необходимость военно-патриотического воспитания в школе.
С началом Первой мировой войны был принят из отставки на военную службу с назначением командиром 1-й бригады 26-й пехотной дивизии.  Участвовал в походе в Восточную Пруссию, 27 августа 1914 года был убит разрывом снаряда при защите бригадой позиций у села Тиргартен.

## Награды
- Орден Святого Станислава 3-й ст. (1890);
- Орден Святой Анны 3-й ст. (1893);
- Орден Святого Станислава 2-й ст. (1895) с мечами (1906);
- Орден Святой Анны 2-й ст. (1898) с мечами (1906);
- Высочайшее благоволение (1902);
- Золотое оружие «За храбрость» (ВП 30.07.1905);
- Орден Святого Владимира 4-й ст. с мечами и бантом (1906).

## Труды
- Организация независимой стратегической кавалерии. СПб., 1894;
- Тактика кавалерийского боя. СПб., 1894;
- Очерки из истории кавалерии. Лекции... СПб., 1899;
- Исследование стратегической деятельности германской кавалерии в кампанию 1870. Т. 1—3. СПб., 1901—1902;
- Кое-что о новейших взглядах на изучение военной психологии // Русский инвалид. 1908, № 187.
- Воспоминания о русско-японской войне 1904—1905 участника-добровольца. СПб., 1909;
- Русско-японская война 1904—1905. Операция и бой под Бенсиху. Сражение при Шахэ-Бенсиху. СПб., 1909;
- Исследование душевного состояния воинов в различных случаях боевой обстановки по опыту Русско—японской войны 1904-1905 гг. Спб., 1910.
- Наша современная политико-стратегия на Дальнем Востоке. Доклад в Дальневосточной комиссии Общества востоковедения. СПб., 1910;
- Воинский дух. Варшава, 1911;
- Призыв к воинскому героизму. СПб., 1911.